# Kernmatrix
Vielzellige Organismen sind durch differenzierte, das heißt spezialisierte Zellen gekennzeichnet, die ihrerseits über eine charakteristische Architektur verfügen, sowie über Wege, miteinander zu kommunizieren. Beide Komponenten – Aufbau und Wechselwirkung – werden durch Protein-Netzwerke vermittelt, die über Kontaktstellen miteinander in Verbindung stehen. Von außen (Extrazellularraum) nach innen (Zellkern) sind diese Netzwerke:
- die extrazelluläre Matrix, zumeist spezialisierte Kollagen-Geflechte, die von der eingebetteten Zelle selbst produziert und sezerniert werden,
- das Cytoskelett aus Mikrotubuli, Actin- oder Mikrofilamenten und Intermediärfilamenten,
- sowie das Kernskelett, auch Kernmatrix genannt. Herausragende Komponenten sind hier die Lamine, die sich in der Kernhülle und, wie man jetzt weiß, auch im inneren der Zellkerns befinden, und SAF-A (scaffold-attachment factor A, auch als hnRNP-U beschrieben). Daneben sind zellspezifische Faktoren enthalten, denen neuerdings eine Bedeutung bei der Diagnose maligner Entartungen zukommt.

Damit sind kernhaltige Zellen höherer Lebewesen (Eukaryonten) deutlich komplizierter aufgebaut als Bakterienzellen. Der grundlegende Unterschied ist die Kernmembran, die die Karyoplasma mit Kern-DNA vom Cytoplasma separiert. Jedes der 46 Chromosomen einer menschlichen Zelle enthält zwischen 48 und 240 Millionen Basenpaaren, was einer Länge von 1,6 bis 8,2 cm entspricht (insgesamt 2 m Konturlänge an DNA). Wie kann ein Faden dieser Länge in einem Kern mit 5–30 μm (Mikrometer) Durchmesser verschwinden? Das Geheimnis sind die Ordnungsprinzipien des Chromatins, eines Komplexes aus DNA, RNA und Proteinen, die zusammen eine gesetzmäßige Faltung in mehreren Stufen und damit eine vielfältige epigenetische Regulation der Genexpression ermöglichen. Die unteren Ebenen beinhalten das 1974 entdeckte Nucleosom, einen Komplex aus DNA und Proteinen (Histonen), um die die DNA in jeweils etwa zwei Windungen gewickelt ist. Die insgesamt 25 Millionen Nucleosomen einer Säugerzelle wiederum sind in Form von 30.000 schlaufen-förmigen Chromatindomänen organisiert (Abbildung). Einem klassischen Modell zufolge wird diese Schlaufenorganisation durch Anheftung bestimmter DNA-Elemente, die S/MARs (scaffold/matrix attachment Regionen) genannt werden, an das Proteinrückgrat des Zellkerns (die Kernmatrix; graue Felder) aufrechterhalten. 
Neuere Untersuchungen weisen auf eine beträchtliche Dynamik dieses komplexen Gebildes hin, die von der Art und dem Differenzierungszustand der Zelle mitbestimmt wird.